# FairCoop
FairCoop fue un sistema cooperativo abierto de ámbito mundial que se autoorganiza a través de Internet fuera de los límites y controles de los estados-nacióṇ. Propone un nuevo sistema económico mundial alternativo basado en la cooperación, la ética, la solidaridad, la redistribución norte-sur y la justicia en las relaciones económicas.
FairCoop se lanzó el 17 de septiembre de 2014 tras meses de trabajo en red de activistas de diversos ámbitos de la economía alternativa como Enric Durán de la Cooperativa Integral Catalana, Michel Bauwens de la P2P Foundation o Amir Taaki desarrollador de bitcoin.
El objetivo principal de FairCoop es hacer posible la transición a un nuevo mundo, reduciendo las desigualdades económicas y sociales entre los seres humanos, al mismo tiempo que se contribuye a una nueva riqueza global accesible a toda la humanidad en forma de procomún.
FairCoop entiende que la transformación hacia un sistema monetario más justo es un elemento clave; por ese motivo apuesta por Faircoin como criptomoneda en la que basar sus acciones de redistribución de recursos y construcción de un nuevo sistema económico global.
Cerró definitivamente en 2022.

## Historia
A finales de abril de 2014, Enric Duran, cocreador del concepto de “cooperativa integral” y cofundador de la Cooperativa Integral Catalana, empezó a desarrollar un ecosistema que culminaría en FairCoop. Después de una intensa investigación en el mundo de las criptodivisas, escogió FairCoin, por sus características e historia, para desarrollar el proyecto y, desde el anonimato, se implicó para hacer reflotar esta criptomoneda. Más adelante, reveló su identidad y compartió el plan que había ideado junto a otros miembros del equipo de desarrollo de FairCoin para cooperar juntos.
Entre los meses de mayo, junio y julio de 2014 compartió el proyecto con diversos compañeros de la CIC (Cooperativa Integral Catalana), de la P2P Foundation, de Dark Wallet y con diversas individualidades e iniciativas globales, hasta constituir el grupo promotor que hizo posible lanzar FairCoop el 17 de septiembre de 2014. Esta fecha coincidió, simbólicamente, con la que en 2008 arrancó la campaña "Podemos vivir sin capitalismo" y en 2009 impulsó la huelga a la banca, a partir de la cual, más de un centenar de puntos de información en toda España crearon redes de economía alternativa invitando a la gente a abandonar sus cuentas bancarias.

## Funcionamiento y principios
FairCoop combina las ventajas de las nuevas tecnologías descentralizadas con los principios éticos y experiencia de activistas y colectivos para construir un nuevo sistema económico basado en la cooperación y en la justicia económica, así como para aportar herramientas y servicios financieros diseñados para la creación y reparto de riqueza común y libre.
FairCoop promueve el uso de FairCoin: moneda digital (criptomoneda) justa, ecológica, descentralizada y solidaria ligada a la responsabilidad del procomún y libre del control de los Estados-nación y los bancos centrales.
Los miembros de FairCoop se organizan en línea y presencialmente en nodos locales, desde diferentes partes del mundo, en equipos abiertos federados.
Entre algunos de sus principios más importantes encontraríamos la revolución integral, la ecología, el feminismo, el modelo p2p de organización social, la ética hacker o el decrecimiento.
A modo de síntesis, el modelo propuesto desde FairCoop trabajaría en:
- La redistribución y el intercambio económico entre iguales

- La participación política abierta

- La descentralización de las formas organizativas

- La producción de comunes

- La compartición y distribución de conocimiento abierto

## Propuesta de sistema económico
Uno de los objetivos prioritarios de la FairCoop es construir un nuevo sistema económico a escala mundial basado en la cooperación, la ética, la solidaridad y la justicia social en las relaciones económicas.
Desde sus inicios,  se encuentra desarrollando e impulsando los siguientes proyectos y herramientas:
- FairCoin: criptomoneda que actúa como capital social y reserva de valor; desde los comienzos de FairCoop, ha estado utilizándose por una creciente comunidad que sostiene valores y principios éticos.[23][24][25][26][27][28][29]
- getFairCoin: es un servicio de FairCoop para adquirir FairCoin en línea.

- Fairmarket: es el mercado virtual de FairCoop que ya permite ofrecer y adquirir productos en FairCoin.[30] Se trata de un proyecto clave que funciona bajo el concepto de "cooperativa abierta". La primera Versión Alfa de pruebas del Fairmarket fue publicada el Día Mundial del Comercio Justo 2015.
- useFairCoin: es un directorio para saber dónde y en qué se puede usar FairCoin.
- FairToEarth: Kit de herramientas monetarias para facilitar la conexión entre FairCoin y dinero en efectivo a nivel global.
- FreedomCoop: una cooperativa de autoempleo de ámbito europeo conectada a FairCoin.
- Faircredit: es la herramienta monetaria más esperada del ecosistema FairCoop cuyo desarrollo supondrá el reto de construir un sistema monetario descentralizado innovador que contribuya a recuperar la soberanía de las personas mediante el acceso al crédito como un bien común: un sistema de crédito mutuo a escala mundial como medio de intercambio de productos y servicios, soportado en FairCoin.[4][31]

- FairFunds: fondos de donaciones en FairCoin que FairCoop destina a diversos proyectos afines: el Fondo del Sur Global será para el empoderamiento a diversos niveles de proyectos locales, mientras que el Fondo de los Commons y para la Infraestructura Tecnológica serán para proyectos globales, lo cual también podrá incluir a redes de proyectos locales coordinados globalmente.[30]

- FairSaving: servicio de ahorro seguro y ético en FairCoin completamente libre del sistema de bancos centrales y del control estatal para aquellos miembros más primerizos a nivel de seguridad.

Desde junio de 2017, FairCoop es miembro cofundador de Bank of the Commons una iniciativa cooperativa abierta que ofrece alternativas para pagos y sistemas monetarios y cuya misión es facilitar una transición gradual hacia un espacio ético postcapitalista, lejos del control del actual sistema bancario. Algunos de los servicios proporcionados por FairCoop (como FairPay) también están disponibles en el monedero multimoneda de Bank of the Commons.